# Мусампа, Кики
Кизито «Кики» Мусампа (нидерл. Kizito "Kiki" Musampa; род. 20 июля 1977, Киншаса) — нидерландский футболист, завершивший игровую карьеру, выступал на позиции полузащитника. За 15 лет карьеры успел поиграть за «Аякс», «Бордо», «Малагу», «Атлетико Мадрид», «Манчестер Сити», «Трабзонспор», АЗ, «Сеул» и «Виллем II», в котором и завершил карьеру в 2009 году.

## Ранние годы
Кизито родился 20 июля 1977 года в столице Заира — Киншасе. Его отец, Рафаэль Мусампа, был одним из основателей демократической партии в Республике Конго. В начале 80-х вся семья Мусампы иммигрировала в качестве беженцев в Нидерланды.

## Карьера

### Клубная
Кики Мусампа является воспитанником футбольной академии нидерландского «Аякса» из Амстердама. В основной команде клуба Мусампа дебютировал 12 февраля 1995 года в матче против «Фейеноорда», выйдя на замену вместо Патрика Клюйверта на 79-й минуте матча, который завершился крупной победой «Аякса» со счётом 4:1. В «Аяксе» Мусампа так и не стал игроком основного состава, за три сезона Кики провёл в чемпионате Нидерландов 42 матча и забил 6 мячей. В 1997 году Мусампа перешёл во французский «Бордо». Дебют Кики за «Бордо» состоялся 9 августа 1997 года в матче второго тура чемпионата Франции против клуба «Ницца», Мусампа вышел на замену вместо Рикардиньо на 65-й минуте, к этому времени его команда проигрывала со счётом 2:1, окончательный счёт в матче зафиксировал победу «Ниццы» со счётом 4:1. Свой первый мяч за «Бордо» Мусампа забил 16 августа 1997 года в матче против Ренна, Кики забил на 51-й минуте, а спустя десять минут был заменён на Сильвена Вильтора, благодаря забитому мячу Мусампы «Бордо» смог сыграть вничью 2:2. Всего в чемпионате Франции 1997/98 Мусампа сыграл 16 матчей и забил 4 мяча, а его клуб по итогам сезона занял пятое место в чемпионате.
В сезоне 1998/99 Мусампа также получал не слишком много игрового времени, отыграв в чемпионате 17 матчей и забив 1 мяч, по итогам того сезона «Бордо» стал чемпионом Франции. Проведя два сезона во Франции Кики отправился в Испанию и подписал контракт с «Малагой». В «Малаге» Мусампа провёл три сезона, забив за это время 22 мяча в 96 матчах и став обладателем кубка Интертото. В 2003 году Мусампа подписал пятилетний контракт с клубом «Атлетико Мадрид», Кики должен был заменить ушедшего в «Барселону» Луиса Гарсию. Дебют Мусампы в составе «Атлетико» состоялся 31 августа 2003 года в матче первого тура чемпионата Испании против «Севильи», Кики провёл на поле 59 минут, после которых его заменили на Ариэля Ибагасу, матч завершился победой «Севильи» благодаря единственному забитому мячу Жулио Баптисты на 29-й минуте матча. Всего в чемпионате Испании 2003/04 Мусампа провёл 29 матчей и забил 4 мяча. После проведённых восьми матчей в чемпионате Испании сезона 2004/05 Мусампа в январе 2005 года был отдан в аренду английскому «Манчестер Сити».
Дебют Мусампы в английской Премьер-Лиге состоялся 2 февраля 2005 года в матче 25 тура чемпионата Англии против «Ньюкасл Юнайтед», Кики отыграл весь матч, а его команда сыграла вничью 1:1. Свой первый мяч за «Манчестер Сити» Мусампа забил 9 апреля 2005 года в матче 32 тура чемпионата Англии против «Ливерпуля», гол Мусампы, забитый на 90-й минуте матча, помог «горожанам» одержать победу со счётом 1:0. В целом Кики удачно провёл вторую часть чемпионата, отыграв 14 матчей и забив 3 мяча в сезоне 2004/05. После завершения сезона руководство «Манчестер Сити» хотела выкупить права на футболиста у «Атлетико Мадрида», но клубы не смогли договориться о сумме сделки. В июне 2005 года «Сити» продлил аренду Мусампы ещё на один сезон. Проведя сезон 2005/06 в «Сити», Кики вернулся в «Атлетико Мадрид», а затем в качестве свободного игрока в августе 2006 года перешёл в турецкий «Трабзонспор», подписав с клубом контракт на три года. В чемпионате Турции карьера Мусампы не сложилась, и он был вынужден расторгнуть контракт с клубом. Затем Кики проходил просмотр в английском «Сандерленде», но в конечном итоге контракт не был подписан. В ноябре 2007 года Мусампа вернулся в Нидерланды и стал игроком клуба АЗ из города Алкмар. Спустя 10 лет Мусампа вернулся в чемпионат Нидерландов, его дебют за АЗ состоялся 24 ноября 2007 года в матче против клуба «Виллем II», Кики вышел на замену на 86-й минуте вместо Себастьяна Поконьоли, матч завершился победой АЗ со счётом 2:0. Кики провёл за АЗ ещё четыре матча, а затем в январе 2008 года расторг с клубом контракт.
В феврале 2008 года Мусампа отправился в Канаду для прохождения просмотра в клубе американской лиги «Торонто», но в итоге Кики в марте 2008 года подписал контракт с южнокорейским клубом «Сеул». За «Сеул» Кики сыграл три матча в К-Лиге и четыре в кубке Лиги, а затем, в июне 2008 года, по обоюдному согласию Мусампа и клуб «Сеул» расторгли контракт.
В октябре 2008 года появлялась информация, что Мусампа станет игроком английского клуба «Рексем». 14 марта 2009 года Мусампа подписал контракт с клубом «Виллем II» из города Тилбург. Спустя семь дней, 14 марта, Мусампа дебютировал за «Виллем II» в гостевом матче против клуба НЕК, Кики вышел на замену на 90-й минуте вместо Ибрахима Каргбо, матч завершился вничью 0:0. 12 апреля 2009 года Мусампа принял участие в матче против «Аякса», своего первого клуба в карьере. Кики отыграл весь матч, а его команда потерпела одно из самых крупных поражений в сезоне, футболисты «Аякса» забили семь безответных мячей в ворота голкипера Майкеля Артса. Всего в сезоне 2008/09 Мусампа сыграл шесть матчей в чемпионате.

### Сборная Нидерландов
В 1995 году Кики Мусампа в составе молодёжной сборной Нидерландов (до 20 лет) участвовал на молодёжном Чемпионате мира 1995. На турнире Кики сыграл три матча, а его команда заняв третье место в группе не смогла выйти четвертьфинал. С 1997 года Мусампа выступал за молодёжной сборной Нидерландов (до 21 года) и в 2000 году был участником Чемпионата Европы 2000. Всего за молодёжную сборную Мусампа сыграл 25 матчей.

## Достижения
- Чемпион Нидерландов: 1995/96
- Чемпион Франции: 1998/99
- Обладатель кубка Интертото: 2002